# Droga krajowa nr 18 (Polska)
Droga krajowa nr 18 – droga krajowa klasy A w zachodniej części Polski na obszarze województwa lubuskiego i dolnośląskiego o długości 76,8 km, biegnąca od granicy z Niemcami w Olszynie do węzła z A4 w okolicy wsi Krzyżowa. Od 13 października 2023 roku droga krajowa nr 18 w całości stanowi autostradę A18. Na całej długości pokrywa się z polskim odcinkiem międzynarodowej trasy E36.

## Historia numeracji
Na przestrzeni lat trasa posiadała różne oznaczenia:
| Numer | Numer | Przebieg                                      | Lata obowiązywania | Źródło | Uwagi |
| ----- | ----- | --------------------------------------------- | ------------------ | --- | --- |
| E22   | E22   | Olszyna – Iłowa – Luboszów – Golnice – Krzywa | 1962 (?) – 1985    | - Mapa samochodowa Polski 1:1 000 000, Państwowe Przedsiębiorstwo Wydawnictw Kartograficznych, 1962, Warszawa - Samochodowy atlas Polski 1:500 000, wydanie piąte, Państwowe Przedsiębiorstwo Wydawnictw Kartograficznych, 1979, Warszawa - Samochodowy atlas Polski 1:500 000, wydanie dziewiąte, Państwowe Przedsiębiorstwo Wydawnictw Kartograficznych, 1984, Warszawa | Na mapach oznaczana jako autostrada na całej długości lub tylko na odcinku Golnice – Krzywa. |
| 12    | E36   | Olszyna – Iłowa – Luboszów – Golnice – Krzywa | 14 II 1986 – 1999  | Uchwała nr 192 Rady Ministrów z dnia 2 grudnia 1985 r. w sprawie zaliczenia dróg do kategorii dróg krajowych (M.P. z 1986 r. nr 3, poz. 16) | Na odcinku Golnice – Krzywa istniała jako autostrada A12. |
| A12   | E36   | Olszyna – Iłowa – Luboszów – Golnice – Krzywa | 1999 – 2000        | Rozporządzenie Rady Ministrów z dnia 15 grudnia 1998 r. w sprawie ustalenia wykazu dróg krajowych i wojewódzkich (Dz.U. z 1998 r. nr 160, poz. 1071) | |
| 18    | E36   | Olszyna – Iłowa – Luboszów – Golnice – Krzywa | od 2000            | Zarządzenie nr 6 Generalnego Dyrektora Dróg Publicznych z dnia 9 maja 2000 r. w sprawie nowych numerów dróg krajowych [online], Rzeczpospolita, 4 lipca 2000. | - Od 13 października 2023 roku na całej długości jest autostradą. - W 2009 roku wraz z oddaniem do użytku autostrady A4 od Zgorzelca do Krzyżowej odcinek Krzyżowa – Krzywa włączono do przebiegu A4. |

## Dopuszczalny nacisk na oś
Na mocy rozporządzenia Ministra Infrastruktury z dnia 19 października 2005 roku na całej długości drogi dozwolony jest ruch pojazdów o nacisku pojedynczej osi napędowej do 11,5 tony.

## Drogi krzyżujące się bezkolizyjnie z DK18
- DK12 na węźle Żary Zachód
- DK27 na węźle Żary Południe
- A4 na węźle Krzyżowa

## Ważniejsze miejscowości leżące przy DK18
- Olszyna – granica z Niemcami – obwodnica A18
- Trzebiel (DK12, DW294) – obwodnica A18
- Królów (DK12) – obwodnica A18
- Rusocice (DK27) – obwodnica A18
- Iłowa (DW296, DW300) – obwodnica A18
- Świętoszów – obwodnica A18
- Golnice (DW297) – obwodnica A18
- Krzyżowa (A4) – obwodnica A18